# Søren Skov
Søren Skov (* 21. Februar 1954 in Nyborg; † 18. August 2022 in Sempach, Schweiz) war ein dänischer Fußballspieler.

## Vereinskarriere
Søren Skov spielte zunächst in seiner Geburtsstadt bei Nyborg BK, bevor er 1974 zu Odense BK wechselte.
Doch bereits nach einer Saison verließ er den Verein und heuerte beim FC St. Pauli an. Mit den Hamburgern konnte er am Ende der Zweitliga-Spielzeit 1975/76 den Klassenerhalt feiern. Zur Saison 1976/77 übernahm Diethelm Ferner das Training bei St. Pauli und führte den Klub zur Zweitligameisterschaft und zum Aufstieg in die 1. Bundesliga.
Obwohl er bei St. Pauli Stammspieler gewesen war, unterzeichnete Skov 1977 einen Vertrag bei Cercle Brügge. Dort spielte er sich auf Anhieb in die Stammelf, musste aber mit Cercle am Ende der Spielzeit aus der 1. Liga absteigen. Doch bereits im Jahr darauf gelang Cercle Brügge der direkte Wiederaufstieg aus der Division II. In den folgenden drei Spielzeiten konnte Brügge jeweils knapp die Klasse halten, wobei Skov 1981/82 mit 23 Toren zweitbester Torschütze der Liga wurde.
Daraufhin ging er zu US Avellino, konnte dort allerdings nicht an seine Torquoten aus Belgien anknüpfen und verließ Italien nach 16 Liga-Spielen ohne Treffer wieder.
Mit seinem neuen Club Hertha BSC spielte Skov 1983/84 in der 2. Bundesliga und erreichte dort einen Mittelfeldplatz. Auch unter Uwe Kliemann bestritt Søren Skov regelmäßig Spiele ohne zum absoluten Stamm zu gehören. Am Ende der Spielzeit 1984/85 konnte Hertha knapp die Klasse halten.
Anschließend ging Søren Skov in die Schweiz, wo er nach je einer Saison beim FC Winterthur und FC St. Gallen 1987 seine Spielerkarriere beendete.

## Nationalmannschaftskarriere
Søren Skov Spielte sowohl für die U-19 (zwei Partien) als auch die U-21 (ein Treffer in vier Einsätzen) Dänemarks Spiele.
Im Mai 1982 berief Nationaltrainer Sepp Piontek Skov erstmals in die dänische A-Nationalmannschaft, für die er gegen Schweden debütierte. Noch im selben Monat bestritt Søren Skov zwei Partien gegen Österreich und Belgien zwei Spiele. Danach wurde er nicht mehr ins Nationalteam berufen.